# Markus Zusak
Markus Zusak (ur. 23 czerwca 1975 w Sydney) – australijsko-niemiecki pisarz. Jest autorem powieści Posłaniec oraz Złodziejka książek.

## Życiorys
Zusak jest najmłodszym z czworga dzieci Austriaka, malarza domowego, oraz Niemki. W wywiadzie dla Sydney Morning Herald powiedział, że podczas dorastania słuchał opowieści o III Rzeszy, bombardowaniu Monachium i Żydach przechodzących przez małe miasteczko w którym żyła jego matka. Te opowieści zainspirowały go do napisania Złodziejki książek.
Do pisania skłoniły go takie dzieła jak Stary człowiek i morze oraz Co gryzie Gilberta Grape’a. Zaczął tworzyć w wieku szesnastu lat, a jego pierwsza powieść, The Underdog, została opublikowana siedem lat później.
Mieszka w Sydney wraz z żoną i córką. W wolnym czasie surfuje i ogląda filmy.

## Nagrody
- Złodziejka książek

2008: Ena Noel Award – the Australian IBBY Encouragement Award for Children's Literature by Australian IBBY 
2007: Michael L. Printz Honor book  by the Young Adult Library Services Association 
2006: Kathleen Mitchell Award 2006 (literatura)
- Fighting Ruben Wolfe

nominowany do Children's Book Council of Australia Book of the Year (Older Children)
nominowany do New South Wales Premier's Literary Awards Ethel Turner Prize for Young People's Literature
- When Dogs Cry / Getting the Girl

2002 Książka Honorowa - Children's Book Council of Australia Book of the Year (Older Children)
- Posłaniec

2006: Michael L. Printz Award Honor book
2006: Bulletin Blue Ribbon Book
2005: Publishers Weekly Best Books of the Year-Children
2003: Children’s Book Council of Australia Book of the Year Award
2003: New South Wales Premier's Literary Awards Ethel Turner Prize for Young People's Literature